# Кардеја
Кардеја је у старом Риму била поштована као божанство шарки на вратима.

## Митологија
Кардеја је у римској митологији била божанство нижег реда. Божанством ју је учинио бог Јанус. Наиме, Кардеја је своју невиност чувала тако што би своје удвараче слала у шипражје са наредбом да се не осврћу. Онда би побегла, а они би је узалудно чекали. Ипак, Јануса није могла да превари јер је он имао два лица и тако му се она подала. Осим власти над шаркама на вратима, Јанус јој је подарио и бели глог који тера зле демоне.

## Култ
У молитвама је призивана заједно са Форкулом (бог довратника) и Лиментином (бог прага). Кардеји је приношена жртва - крмача на први дан јунске календе.